# Voorspelling (wetenschap)
Een voorspelling of prognose is een beschrijving van het te verwachten toekomstige gedrag van een object, fenomeen of verschijnsel. Een specifieke wetenschappelijk voorstelling is in de regel logisch mathematisch gebaseerd op de beschrijving en verklaring ervan.
Voorspellen wordt in de wetenschap samen met het beschrijven en verklaren wel gezien als de elementaire taken van de wetenschap. In het algemeen is het niet aan de wetenschap om voorspellingen te doen over de wereld, maar om de gereedschappen in de vorm van uitgangspunten, methoden en technieken te leveren waarmee de maatschappij zelf naar goeddunken kan vooruitzien.